# Wasserkraftwerk Lipno II
Das Wasserkraftwerk Lipno II liegt an der Moldau am Ortsrand von Vyšší Brod in Tschechien und ist Teil der Moldau-Kaskade.
Der eigentliche Zweck der Stauanlage ist es, den unregelmäßigen Wasserabfluss des Speicherkraftwerks Lipno I am flussaufwärts gelegenen Moldaustausee zu puffern und einen gleichmäßigeren Abfluss der Moldau zu erreichen. Vom Kavernenkraftwerk Lipno I strömt das Wasser durch zwei Schächte und tritt am westlichen Seeufer des Stausees von Lipno II wieder ans Tageslicht ⊙. Der eigentliche Flusslauf der Moldau zwischen den beiden Kraftwerken litt daher jahrelang unter Wassermangel. Seit 1996 wird dem 9 km langen Abschnitt eine Mindestwassermenge von 1,5 m³/s zugeführt.
Der Damm von Lipno II ist 224 m lang, 11,5 m hoch und liegt auf Flusskilometer 319,108. Auch hier handelt es sich teilweise um einen Erdschüttdamm und teilweise um eine Gewichtsstaumauer. Der Stausee hat eine Fläche von etwa 12,4 ha, ein Volumen von 1,6 Millionen m³ und liegt auf einer Höhe von 558 m n.m. Das Kraftwerk besitzt eine Kaplan-Turbine und liefert eine Leistung von 1,5 MW. Unweit des heutigen Kraftwerks befand sich von 1902 bis in die 1950er Jahre bereits ein Kraftwerk, allerdings ohne Staudamm.
Am Nordostufer verläuft die Bahnstrecke Rybník–Lipno nad Vltavou, der Bahnhof Vyšší Brod klášter liegt direkt unterhalb der Stauanlage.